# Leopardus munoai
El gato de pajonal de Muñoa, gato de las pampas uruguayo o gato del pantanal oriental (Leopardus munoai) es una de las especies en que se subdivide el género de pequeños felinos Leopardus. Es nativo de la zona sudoriental de América del Sur.
Hasta mayo de 2020, la especie estaba considerada como una subespecie de Leopardus colocolo: L. c. munoai. A partir de análisis moleculares y estudios de nicho ecológico, fue ascendida en el rango taxonómico. Se estima que debe clasificarse en una de las categorías amenazadas de la UICN, indicando que puede estar en peligro crítico. Solo el 0,73% de su paisaje de alta idoneidad está actualmente protegido, y la conectividad entre la mayoría de las áreas protegidas y los registros de ocurrencia son bajos.

## Taxonomía
Descripción original
Este taxón fue descrito en el año 1961, originalmente como una subespecie de Felis colocola, por el zoólogo Alfredo Ximénez.
Holotipo
El ejemplar holotipo designado es el catalogado como: MNHN-M884; consta de la piel y el cráneo (este dañado) de una hembra adulta, capturada por Florencio Lezica el 4 de agosto de 1959. Está depositado en el Museo Nacional de Historia Natural (MNHN-M), situado en la ciudad de Montevideo, Uruguay.
Localidad tipo
La localidad tipo referida es: «Arroyo Perdido, departamento de Soriano, Uruguay».
Etimología
Etimológicamente, el término genérico Leopardus refiere a la misma palabra en latín, la cual viene del idioma griego leopardos, de leon, que es el nombre para el ‘león’ y pardos que es el del ‘macho de pantera’. El epíteto específico munoai es un epónimo que refiere al apellido de la persona a quien fue dedicada, el zoólogo uruguayo Juan Ignacio Muñoa.

### Historia taxonómica
La posición taxonómica de este taxón, y de todos los gatos de las pampas en general, fue sumamente inestable, ya que ha estado sujeta a clasificaciones conflictivas a lo largo de los años. Los distintos autores mayormente los mantenían en una única especie, pero la adjudicaban a distintos géneros (o subgéneros): Felis, Lynchailurus y Leopardus. 
Durante la década de 1990, en base a características morfológicas, fue propuesta una división de los mismos en 3 politípicas especies: L. colocolo, L. pajeros y L. braccatus, siendo L. munoai ubicado como una subespecie de este último. A partir del año 1999, varios análisis moleculares agruparon a todos los taxones en una única especie politípica con 7 subespecies; las otrora 3 especies conformarían en realidad sendos grupos de subespecies, cada uno integrado por un número variable de taxones trinominales, los que reflejaban la divergencia evolutiva encontrada. Leopardus munoai era incluido en el «grupo braccatus».
Este arreglo taxonómico es el que ha prevalecido en la segunda década del siglo XXI, hhasta que en el año 2020 se dio a conocer una publicación de Fabio Oliveira do Nascimento, Jilong Cheng y Anderson Feijó, quienes realizaron un estudio taxonómico integrador, combinando la más amplia cobertura morfológica efectuada hasta esa fecha, con datos moleculares y modelos de nicho ecológico, lo que les permitió dilucidar la real composición de especies y probar la validez de las subespecies propuestas. Las múltiples líneas de evidencias morfológicas, moleculares y biogeográficas, así como conjuntos de datos de nichos climáticos, convergieron en el reconocimiento de 5 especies monotípicas, las que, además de Leopardus munoai, son: L. garleppi, L. braccatus, L. pajeros y L. colocola. Contrariamente a los arreglos taxonómicos anteriores, no reconocieron subespecies.

## Distribución geográfica
La distribución de Leopardus munoai se extiende en todo Uruguay, el sur de Brasil y el nordeste de la Argentina.

## Características
Es un felino pequeño, de 50 a 70 cm, con un peso de 3 a 4 kg. Tiene un pelaje largo y en un color marrón-ocre a gris-amarillento, con franjas oscuras trasversas en las patas y cola. Leopardus munoai se separa de L. braccatus por tener la parte inferior delantera de las extremidades (tarso y carpo) amarillo-ocráceo (no negras) y el cuerpo menos amarillo ferruginoso; de L. pajeros se separa por tener la parte inferior posterior de las extremidades de color negro (no blancuzco) y el cuerpo más amarillento (no gris-sombrío). Sus orejas son puntiagudas y pequeñas, y su rostro ancho, similar en aspecto al gato doméstico. Cuenta con fuertes colmillos y molares puntiagudos.

## Hábitos de vida
Frecuenta hábitats abiertos de baja altitud, como tupidas sabanas húmedas y altos pajonales, bordes de bañados y esteros, bosques xerófilos raleados, arbustales, etc. En general se desenvuelve solamente en el suelo, lo que lo diferencia de la mayoría de los felinos pequeños, los que suelen poseer costumbres arborícolas. Poco se conoce acerca de sus hábitos de caza y reproductivos en libertad. Si bien es posible verlo a plena luz del día (especialmente en el invierno) tiene una mayor actividad durante el crepúsculo y la noche. Es un cazador oportunista o generalista, adaptándose a la oferta trófica disponible en cada región. Se alimenta fundamentalmente de roedores, marsupiales pequeños y aves. En ejemplares en cautiverio, las hembras dan a luz entre 1 y 3 crías luego de 80 a 85 días de gestación, alcanzando la madurez sexual a los 2 años.